# Dekýš
Dekýš es un municipio situado en el distrito de Banská Štiavnica, en la región de Banská Bystrica, Eslovaquia. Tiene una población estimada, en mayo de 2024, de 186 habitantes.

## Demografía
| Año        | 1994 | 2004    | 2014     | 2024    |
| ---------- | ---- | ------- | -------- | ------- |
| Población  | 261  | 240     | 202      | 186     |
| Diferencia |      | −8,04 % | −15,83 % | −7,92 % |

| Año        | 2023 | 2024 |
| ---------- | ---- | ---- |
| Población  | 186  | 186  |
| Diferencia |      | +0 % |